# Trax (dessinatrice de presse)
 (septembre 2020).
Trax, de son vrai nom Christine Traxeler, est une dessinatrice de presse, caricaturiste et militante française.

## Parcours
Trax a commencé sa carrière en tant qu'avocate, mais elle est aujourd'hui dessinatrice de presse et caricaturiste militante. Elle publie dans le journal satirique Le Ravi et également dans La Décroissance, Zélium, et l'Espoir .
Elle anime également des ateliers auprès de publics scolaires ou incarcérés. Elle participe régulièrement à des festivals de la caricature, comme, le Festival international du dessin de presse de la caricature et de la satire et aux diverses expositions collectives itinérantes de l'association Le Crayon comme celles de « Le Fn au bout du Crayon », en 2017 « Au bout du crayon, les Droits des Femmes » en 2018, « Au bout du Crayon : Les réseaux sociaux » en 2019 et « Au bout du Crayon : Écologie et environnement » en 2020. Elle a habité 28 ans dans le Var à Ampus puis Châteaudouble et a participé au festival des Collines
Trax a reçu en 2029 le prix du jury du festival international du dessin de presse de l'Estaque, et en 2020 le prix d'excellence aux World humor awards 2020 dont le thème était « L'eau source de santé ».

## Engagements
Elle milite activement au DAL (Droit au logement) et à RAP (Résistance à l’Agression Publicitaire)
Elle affirme dans un entretien réalisé en 2015, à l’occasion du Yaka Festival de Montblanc, organisé par les Anartistes, que le dessin de presse est une arme, elle fait référence à Alexandre Vialatte qu'elle cite : « la caricature ce n’est pas de l’art c’est de l’anarchie ». Elle est membre de Cartooning for Peace, United Sketches, France-Cartoons (association des dessinateurs francophones) pour apporter son soutien à ses confrères et consœurs emprisonnés. Son engagement féministe est, selon elle, « particulier » au sens où elle représente des femmes banquières ou « cheffes » d’entreprise, ou harceleuses sexuelles, elle défend la justice et l’égalité entre les sexes. Elle expose régulièrement ses dessins dans le Fidep au Yaka Festival, dans la presse en liberté, et propose son regard d'experte dans les écoles. Elle participe aux campagnes de soutien pour des dessinateurs emprisonnés.

## Réaction à l'attentat deCharlie Hebdo
Au lendemain  des assassinats de Cabu, Charb, Tignous, Honoré, Wolinski, elle réalise une fausse couverture de Charlie « 1er jour des soldes, 12 morts ». Hommage à la couverture de Charlie Hebdo lors de la mort du général De Gaulle « Bal tragique à Colombey, 1 mort ». Pour elle, c'était violent, mais cela permettait d'interroger la notion même de violence ou d'irrespect, et des limites de l’inacceptable et de la nécessité de l'expression libre dans un dessin, pour elle, c'est un compliment lorsqu'on lui dit que ses dessins sont violents, elle veut faire réagir les personnes.

## Sujets de prédilection
La surconsommation : « Pour empêcher la surconsommation destructrice, il faudrait enlever toute possibilité d’expression aux quelques centaines de multinationales qui inondent l’environnement et les cerveaux de publicité mensongère et criminelle. Mais je ne veux surtout pas salir les beaux mots de liberté d’expression à leur sujet ».